# Резо Чохонелідзе
Резо (Реваз) Чохонелідзе (груз. რეზო (რევაზ) ჭოხონელიძე, італ. Rezo Chohonelidze, 5 червня 1948, Кутаїсі) — італійський футбольний функціонер і тренер грузинського походження. В минулому — футболіст.

## Біографія

### Ігрова кар'єра
Народився 1948 року в Кутаїсі. Починав грати в «Динамо» (Тбілісі), у 1965—1967 роках виступав за дубль, у 1968—1969 роках провів 17 ігор у чемпіонаті СРСР.. Через високу конкуренцію у 1970 році перейшов у «Торпедо» (Кутаїсі), де у першому сезоні року зіграв 30 матчів у вищій лізі, але клуб вибув із вищої групи класу «А», після чого він ще шість сезонів провів за команду у першій лізі, зігравши 204 гри і забивши 8 м'ячів.
1977 року перейшов у «Динамо» (Ленінград), за який виступав до 1982 року, зігравши 121 матчі, і забив один гол у першій лізі (1977—1979) та 93 матчів — у другій (1980—1982), після чого завершив ігрову кар'єру.

### Робота функціонером
Згодом, Чохонелідзе поїхав до Італії в школу для футбольних тренерів, яка належала міланському «Інтернаціонале». Після завершення навчання вирушив до Швейцарії, де був тренером-селекціонером у «Серветті», «Ґрассгоппері» та «Лозанні».
1996 року отримав запрошення на роботу від італійського «Мілана», де став обіймати посаду менеджера і селекціонера по країнах Африки, Південної Америки та Східної Європи. Саме завдяки Чохонелідзе в «Мілан» потрапили такі маловідомі гравці як Андрій Шевченко та Каха Каладзе, Сержинью, Діда, Роке Жуніор та інші, що в підсумку стати видатними гравцями.
14 вересня 2007 року перейшов на запрошення Ігоря Суркіса в «Динамо» (Київ) на посаду генерального директора. Протягом 17 останніх років він відповідав за сприятливий мікроклімат всередині команди, перебуваючи з нею як на офіційних матчах, так і на тренувальних зборах та звичайних тренуваннях. Окрім першої команди, функціонер працював із молодіжними командами «біло-синіх», передаючи власний досвід, набутий за роки роботи в Європі, а також допомагаючи в розвитку молодих динамівських талантів. Також він представляв клуб на міжнародній арені, будучи присутнім на офіційних заходах, що проводилися під егідою УЄФА. У вересні 2024 року покинув посаду.

## Титули та досягнення
- Чемпіон Європи (U-18): 1966, 1967